# Robert Scheidt
Robert Scheidt (San Paolo, 15 aprile 1973) è un velista brasiliano, pluriolimpionico di vela. Ha partecipato a sette olimpiadi, vincendo 2 medaglie d'oro, due d'argento e una di bronzo, diventando uno dei velisti di maggior successo nei Giochi olimpici, e uno degli sportivi olimpici brasiliani di maggior successo di tutti i tempi..